# Marcel Deleu
Marcel Deleu is een personage uit de Vlaamse soapserie Wittekerke dat werd gespeeld door Eddy Asselbergs. Hij was te zien van 1993 tot 1996 en van 1997 tot 2000.

## Personage
Marcel is eigenaar van café de Schorre. Zijn vrouw Rosa is al enkele jaren overleden en zijn zoon Chris woont nog bij hem in. Zijn beste vriend is Georges Coppens, die boven het café woont; Chris is verloofd met Patsy, die in het café werkt. Marcel wil Patsy en Chris financieel helpen en het verlovingsfeest in de Schorre geven. Omdat Patsy’s stiefvader, Jos Verlackt na een ruzie in de Schorre, niet meer welkom is besluiten ze om het feest ergens anders te geven. Na het feest wordt Patsy verkracht door Jos. Ze laat Chris vallen omdat ze het niet kan verwerken. Marcel probeert nog op haar in te praten, maar het kan niet baten. Dan leert Chris Astrid Méganck kennen in het café. Ze is de kluts kwijt en Chris en Katrien ontfermen zich over haar. Marcel denkt dat ze een profiteur is die niet kan betalen, maar dan laat ze haar betaalkaarten zien en zegt ze dat haar ouders welgesteld zijn. Ze is zwanger en Chris vertelt aan haar ouders dat hij de vader is, aan Marcel zegt hij dat hij Patsy bedrogen heeft met Astrid. De ouders van Astrid hopen dat Marcel hen aan het verstand kan praten dat abortus of adoptie de enige oplossing is maar ze willen niet luisteren en besluiten te trouwen.
Als zangeres Joke Collin, haar opwachting maakt in Wittekerke overtuigen Patsy en Katrien Marcel om haar band, the Twilights, te laten zingen in het café. Marcel wil er eerst niets van weten, maar verandert van gedacht als hij hoort dat hun repertoire rock ’n roll uit de jaren vijftig en zestig is. Voorwaarde is wel dat hij ook mag zingen. De groep gaat akkoord en het wordt een gezellige avond in het café. Marcel stelt voor om regelmatiger op te treden. Hij wordt ook verliefd op Joke, die oud genoeg is om zijn dochter te zijn. Joke geniet ook van het gezelschap van Marcel, maar meer zit er voor haar niet in. Hij geeft haar zelfs zijn platencollectie en huurt een oldtimer om te gaan picknicken, waar ze hem duidelijk maakt dat het niets wordt. Marcel vindt dat hij zichzelf belachelijk gemaakt heeft en is depressief. Chris wil hem opbeuren door een feestje te organiseren. Iedereen legt samen voor een vliegticket naar Aruba. De dag na het feest ruimen Astrid, Chris en Katrien op. Als ze een tafel verzetten krijgt Astrid pijn en belandt in het ziekenhuis. Marcel wil niet op vakantie vertrekken, maar ze overtuigen hem dit toch te doen. Bij zijn terugkeer is hij heel opgewekt. Echter krijgt hij te horen dat Astrid een misval gehad heeft. Marcel heeft iemand leren kennen op Aruba en wil minder aandacht aan het café besteden. Hij bombardeert Patsy prompt tot cafébazin, echter heeft zij besloten om met 
Wielemans en Joke op tournee te gaan. 
Kort daarna komt de Arubaanse Naomi naar Wittekerke, met wie Marcel trouwt. Even later slaat echter het noodlot toe; zijn zoon en vrouw overlijden door een bomauto. Nadien verhuist Marcel naar Frankrijk. Zijn nicht Marie-Jeanne neemt de Schorre van hem over.
In seizoen 5 keert Marcel af en toe terug naar Wittekerke in zijn mobilhome, maar hij is niet van plan om er zich opnieuw te settelen. Hij loopt Joke tegen het lijf, die op zoek is naar haar dochter die ze bij de geboorte heeft afgestaan. Marcel wil haar hierbij graag helpen, waardoor hij deze keer langer in Wittekerke blijft. Wanneer Marie-Jeanne plots door een stom ongeluk om het leven komt, neemt hij opnieuw de Schorre over en blijft hij deze keer definitief in Wittekerke. Door de zoektocht naar de dochter van Joke groeien Marcel en Joke naar elkaar toe en ze worden uiteindelijk een koppel.
In seizoen 8 wordt Marcel de Schorre kotsbeu en wil hij zijn jongensdroom verwezenlijken; de wereld rondvaren. Hij wil dit graag samen met Joke doen, maar die wil hier absoluut niets van weten. Uiteindelijk loopt de relatie tussen Marcel en Joke stuk. Iedereen probeert Marcel te overtuigen om in Wittekerke te blijven, maar zijn besluit staat vast. Hij verkoopt de Schorre en vertrekt. Enkele dagen later reist Georges in een ultieme poging Marcel te overtuigen om terug te keren. Marcel vertelt hem dat hij sinds zijn vertrek amper heeft kunnen slapen. Hij besluit om eindelijk zijn trots opzij te zetten en terug te keren. Joke is door het dolle heen als ze het goede nieuws verneemt. Maar wanneer iedereen op Marcel in de Schorre zit te wachten, krijgt Georges telefoon dat er wrakstukken van de boot van Marcel gevonden zijn en dat de boot dus gezonken is. Van Marcel is er geen enkel spoor.
In seizoen 10 verneemt Joke dat Marcel zou zijn teruggevonden in Venezuela en dat hij aan geheugenverlies leidt. Joke gelooft eerst niet dat het om Marcel gaat, maar dit verandert wanneer ze een kopie van zijn identiteitskaart doorgestuurd krijgt. Ze besluit naar daar te reizen om hem terug te halen. Raf, die intussen samen is met Joke, is helemaal niet blij met de terugkeer van Marcel. Bovendien gedraagt Marcel zich helemaal anders als vroeger en ook Joke moet niet veel meer van hem hebben. Uiteindelijk blijkt dat deze Marcel helemaal niet de echte Marcel is, maar een gezochte seriemoordenaar die de echte vermoord heeft en zich nu voor hem uitgeeft. Wanneer hij Joke ontvoert nadat zij vermoedt dat hij Suzanne vermoord heeft, vertelt hij dat hij de echte Marcel ontmoet heeft toen deze op het punt stond om terug te keren naar Wittekerke. Omdat ze zo hard op elkaar leken, nodigde Marcel hem uit op zijn boot en om met hem mee naar Wittekerke te varen. Op zee gooide de valse Marcel de echte overboord en vanaf dan deed hij zich voor als Marcel. Uiteindelijk loopt alles goed af voor Joke en wordt de valse Marcel gearresteerd.

## Vertrek
Vertrek 1:
Na de dood van Chris en Naomi zit Marcel in de put en wanneer zijn kleinkind dan ook nog eens weggaat naar Frankrijk besluit Marcel dit ook te doen om alles te vergeten.
Vertrek 2:
Marcel wil met zijn boot de wereld gaan rondvaren, Georges weet hem uiteindelijk te overtuigen om terug te komen. In de Schorre zit iedereen vol spanning te wachten, Marcel komt echter niet opdagen. Zijn boot zou in een storm vergaan zijn en er is geen spoor van Marcel. Een paar jaar
later blijkt dat hij overboord is gegooid door een seriemoordenaar die zich voortaan uitgeeft voor Marcel.

## Familie
- Chris Deleu (zoon)
- Rosa (eerste vrouw, moeder van Chris, nooit in beeld geweest)
- Naomi Dubois (tweede vrouw)
- Tante Jos/Josefien Deleu (tante)
- Médar (nonkel/overleden man van tante Jos)
- Marie-Jeanne Deleu (nicht)
- Maya Deleu (kleindochter)